# 미야자와 히로시 (축구 선수)
미야자와 히로시(일본어: 宮澤 浩, 1970년 11월 22일 ~ )는 일본의 전 축구 선수다.

## 구단 경력
1993년 J1리그의 제프 유나이티드 이치하라에 입단했다. 1996년 벨마레 히라쓰카로 이적했다. 1997년까지 29경기에 출전. 1998년 산프레체 히로시마로 이적했다.